# Lelio Bonaccorso
Lelio Bonaccorso (Messina, 2 agosto 1982) è un fumettista, illustratore e poeta italiano.

## Biografia
Lelio Bonaccorso nasce a Messina (Sicilia), dove frequenta l'Istituto d'Arte. Si forma presso la Scuola del Fumetto di Palermo dove conosce e inizia una lunga e proficua collaborazione con lo sceneggiatore Marco Rizzo con il quale pubblica nel 2009 “Peppino Impastato un giullare contro la mafia” (Becco Giallo), pubblicato da BeccoGiallo, Ankama, Sylvester), che si aggiudica il Premio Satira a Forte dei Marmi, il Premio Giancarlo Siani a Napoli e il Premio Boscarato come miglior sceneggiatura.
Successivamente sempre con Rizzo pubblica “Gli ultimi giorni di Marco Pantani” (Rizzoli Lizard), “Que Viva el Che Guevara” (BeccoGiallo), “Jan Karski. L'uomo che scoprì l' Olocausto” (Rizzoli Lizard),“Gli Arancini di Montalbano" di Camilleri (Gazzetta dello Sport), “La mafia spiegata ai bambini" "L'immigrazione spiegata ai bambini” (Beccogiallo) “Salvezza” e “A casa nostra... cronaca da Riace” (Feltrinelli), questi ultimi editi anche in Francia per Futuropolis.
Nel 2012 Bonaccorso inizia a collaborare oltre oceano con colossi editoriali come Marvel e DC Comics/Vertigo, realtà con le quali l’artista messinese si troverà a lavorare anche negli anni a seguire quando, grazie alla collaborazione con Panini Comics, lo stesso realizzerà una serie di illustrazioni degli X-Men (Panini/Marvel), una cover del mensile Justice League (Panini/DC Comics) e un manifesto per Warner Bros. e Panini/DC Comics.
Tra il 2013 e il 2024 pubblica: “La mia seconda generazione “, con Saghar Khalegpour, (Feltrinelli), “Per amore di Monna Lisa” con Marco Rizzo (Feltrinelli/Steinkis), varie storie per “Spiderman magazine” (Disney/Marvel),  “Á bord de l’Aquarius” e “Chez nous” con Marco Rizzo (Futuropolis), "Vendetta "; “Le Pére Turc” e “Le Sarde” (Glénat) con lo sceneggiatore Loulou Dedola; “Caravaggio e la ragazza” sui testi della scrittrice Nadia Terranova (Feltrinelli); “The Passenger"(Tunué ) e in collaborazione con Fabio Brucini “Sinai, la terra illuminata dalla luna” (Beccogiallo, Futuropolis), “Qui a cassé Enigma” (Nouveau Monde), tre storie per la rivista Revue Dessiné, edizione francese e italiana.
Cura, inoltre, le illustrazioni per i libri “Il leggendario Federico II” di Valentina Certo (Giambra), "Capi, colleghi, carriere. Questi sconosciuti." di Marco Morelli, Ed. Gribaudo, 2020, "Ho visto un re" di Simone Giorgi, Ed. Gribaudo, 2020.
Vanta anche diverse collaborazioni con realtà editoriali di spicco come Marvel, Disney, Sergio Bonelli Editore, Delcourt, Glénat, Futuropolis, Soleil, Gribaudo, Pearson, Mondadori, Feltrinelli , Revue Dessinée.
Realizza con il regista messinese Antonello Piccione vari corti d’animazione, tra cui “To the star” e “U Piscispada”, entrambi premiati con diversi riconoscimenti nazionali ed internazionali, e partecipa come attore nella serie web "Giostra".
Nel 2022 firma il libro di poesie "Fiori di vento", edito da Edizioni Smasher, candidato al “Premio Strega” sezione poesia.
I lavori di Lelio Bonaccorso sono stati pubblicati in Italia, Spagna, Francia, Germania, Olanda, Belgio, Usa, Canada, America Latina e Polonia.
Partecipa alla collettiva per l'iniziativa Arezzo Comics Wave promossa dall'Arezzo Wave Festival, le cui opere sono state battute all'asta da Sotheby's Milano per beneficenza.
Lavora alle animazioni di “Ukraine secret’s resistance”,  con Pomona Studio per reportage di Richard Engel”, NBC, 2023.
I cacciatori del cielo”, animazioni con Grafimated per il film di Mario Vitale, Anele produzioni, Rai 1, 2023.
“To the stars” (verso le stelle), cortometraggio animato, regia di Antonello Piccione, illustrazioni di Lelio Bonaccorso, musiche di Giovanni Puliafito. Disponile su Amazon Prime Video nel catalogo “The ticket Show”. Prodotto dalla Zattera dell'Arte, 2019. Disponibile su Amazon prime video
Realizza infine storyboard per spot pubblicitari, tra cui "Tuscanini" e The italian good style per la Caruso, interpretato da Giancarlo Giannini e vincitore al Bokeh Fashion Film Festival in Sudafrica.
Nel dicembre 2021 è tra gli organizzatori, in collaborazione con la Direzione del Museo Regionale di Messina (MuMe), della mostra "Illustrazioni e fumetti al MuMe", in cui espone le proprie opere insieme a quelle degli artisti Michela De Domenico e Fabio Franchi.
Dal 23 aprile al 25 settembre 2022, espone presso il prestigioso “Palazzo Blu” di Pisa le tavole di “Salvezza”, graphic novel realizzata con lo sceneggiatore Marco Rizzo, per la mostra “Connessioni, raccontare la speranza”.
Tiene corsi di formazione, seminari e incontri in diverse università, scuole e associazioni, oltreché luoghi istituzionali quali l'Istituto di Cultura Italiana di Santiago del Cile.

## Opere
- Resistenze, BeccoGiallo, 2007
- 13, Alien Press
- Avatar, Cronache di Topolinia
- Mono, Tunuè
- Zero tolleranza, BeccoGiallo, 2008
- Peppino Impastato. Un giullare contro la mafia, collana: Biografie, BeccoGiallo, 2009. ISBN 978-88-85-83252-7.
- Gli ultimi giorni di Marco Pantani, Rizzoli Lizard, febbraio 2011, ISBN 978-88-17-04740-1
- Primo, Edizioni BD, marzo 2011. ISBN 978-88-61-23860-2
- Que viva el Che Guevara, collana: Biografie, BeccoGiallo, ottobre 2011. ISBN 978-88-97-55503-2
- Gli arancini di Montalbano, La Gazzetta dello Sport, 2009
- Chi si ricorda di Nino Agostino?, su La Lettura 38, Corriere della Sera, agosto 2012.
- Fear itself the homefront, Marvel Comics, 2012
- The Unexpected, DC Comics - Vertigo, 2012
- L'invasione degli scarafaggi. La mafia spiegata ai bambini, collana: Critical Kids, BeccoGiallo, novembre 2012. ISBN 978-88-97-55556-8
- Il Satiro rubato, su La Lettura 66, Corriere della Sera, gennaio 2013.
- Jan Karski. L'uomo che scoprì l'Olocausto, Rizzoli Lizard, gennaio 2014. ISBN 978-88-17-07196-3.
- Jan Karski, su La Lettura 113, Corriere della Sera, 19 gennaio 2014.
- Uno, nessuno, centomila migranti, su Wired Italia 63, Condé Nast Italia, giugno 2014.
- 419 African Mafia, Ankama Editions, 2014
- La traiettoria delle Lucciole, BeccoGiallo, 2015
- L'immigrazione spiegata ai bambini, BeccoGiallo, 2016
- The Passenger, Tunuè, 2016
- "Sinai, la terra illuminata dalla luna" con Fabio Brucini,  Beccogiallo, 2017
- Tre numeri per la miniserie "I pirati dei Caraibi", Disney, 2017
- Le pére turc, Ed. Glénat, 2018
- Salvezza, Feltrinelli, 2018
- ... A casa nostra. Cronaca da Riace, Feltrinelli, 2019
- "À bord de l'Aquarius ", disegni Lelio Bonaccorso, testi Marco Rizzo, ed. Futuropolis, 2019
- To the stars (verso le stelle), cortometraggio animato, regia di Antonello Piccione, illustrazioni di Lelio Bonaccorso, musiche di Giovanni Puliafito.Prodotto dalla Zattera dell'Arte, distribuzione nei festival Premiere Film, 2019.
- " Tarocchi Siciliani ", 2019.
- " Capi, colleghi, carriere. Questi sconosciuti. ", illustrazioni Lelio Bonaccorso, testi Marco Morelli, Ed.Gribaudo, 2020
- " Il leggendario Federico II ", illustrazioni Lelio Bonaccorso, testi Valentina Certo, Giambra Ed., 2020
- Copertina " Justice League " city edition, DC comics/Panini, 2020
- "Dylan Dog Color Fest ", disegni Lelio Bonaccorso, colori Stefania Aquaro, storia Marco Rizzo, Sergio Bonelli Editore, 2020
- "Ho visto un re", illustrazioni Lelio Bonaccorso, testi Simone Giorgi , Ed. Gribaudo, 2020
- "Caravaggio e la ragazza", disegni Lelio Bonaccorso, testi Nadia Terranova, Ed. Feltrinelli, 2021
- "Le Sarde" disegni Lelio Bonaccorso, testi Loulou Dedola Ed. Glénat, 2021
- " Chez Nous ", disegni Lelio Bonaccorso, testi Marco Rizzo, Ed.Futuropolis, 2021
- " X-Men cards ", disegni Lelio Bonaccorso, colori Francesco Segala, Panini/Marvel, 2021
- "Sinai, la terre qu' illumine la lune" con Fabio Brucini, Ed. Futuropolis 2021
- "Vendetta", con Loulou Dedola, ed. Steinkis 2021
- Poster DCSuperChallenge, disegni Lelio Bonaccorso, colori Francesco Segala, Panini/ DCcomics, 2021
- "Vento di libertà" scritto e disegnato da Lelio Bonaccorso, Tunué, 2022
- “Pour que le crime ne paie plus", disegnato da Lelio Bonaccorso, testi Hélène Constanty, La Revue dessiné, 2022
- ”Per amore di Monna Lisa”, disegnato da Lelio Bonaccorso, testi Marco Rizzo, Feltrinelli, 2022
- ”Fiori di Vento”, poesie di Lelio Bonaccorso, Ed. Smasher 2022
- ”Enigma”, disegnato da Lelio Bonaccorso, testi Fabien Tillon, colori Francesco Segala, inchiostri Fabio Franchi, Nouveau Monde, 2022
- “I cacciatori del cielo”, animazioni con Grafimaated per il film di Mario Vitale, Anele produzioni, Rai 1, 2023.
- “Ukraine secret’s resistance”, animazioni con Pomona Studio per reportage di Richard Engel”, NBC, 2023.
- ”Pour amour de Monna Lisa”, testi Marco Rizzo, Steinkis, 2024.
- 6 numeri per ”Spiderman Magazine”, Disney/Marvel. Edito da Panini UK, 2024.
- “Violate”, illustrazioni per la campagna “Posto occupato” per la sensibilizzazione al contrasto della violenza sulle donne.
- ”La mia seconda generazione “, testi Saghar Khalegpour, disegni Lelio Bonaccorso, Feltrinelli editore, 2023.
- Storia breve per la rivista “Sotto il vulcano “, testi Marco Rizzo, disegni Lelio Bonaccorso, Feltrinelli editore, 2024.
- Storia breve per la guida “Lucca“, testi Marco Rizzo, Morellini editore, 2024.
- Storia breve per la rivista “Sotto il vulcano “, testi Tito Faraci, disegni Lelio Bonaccorso, Feltrinelli editore, 2024.
- “I wanna live like Common people”, disegnato da Lelio Bonaccorso, testi di Marco Rizzo, colori Francesco Segala, chine Fabio Franchi, Panini Comics, 2024.

## Premi e riconoscimenti

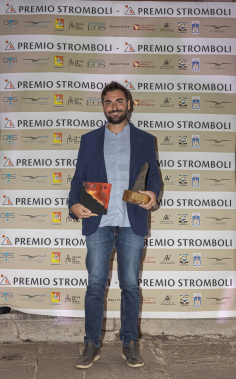
Bonaccorso alla premiazione del Premio Stromboli nel 2021

- 2009: Premio Giancarlo Siani per il Miglior fumetto (Peppino Impastato, un giullare contro la mafia, ex aequo con Don Peppe Diana, per amore del mio popolo, Round Robin)[1]
- 2009: Premio della Satira (Museo della satira e della caricatura) per la Miglior graphic novel (Peppino Impastato, un giullare contro la mafia)[2]
- 2009: Premio Carlo Boscarato (Treviso Comic Book Festival) come Miglior sceneggiatore italiano (per Peppino Impastato, un giullare contro la mafia)[3].
- 2015: Premio Cezam per " Jan Karski l'homme qui a decouvert l'Holocauste " Rizzo-Bonaccorso (Steinkis, Rizzoli/Lizard)[4]
- 2018: Premio Etnacomics come miglior fumetto di Graphic Journalism per " Salvezza " Rizzo - Bonaccorso (Feltrinelli)
- 2018: Premio " Tutino giornalista " per " Salvezza " Rizzo - Bonaccorso (Feltrinelli)
- 2018: Premio " Boscarato " come miglior sceneggiatura per " Salvezza " Rizzo - Bonaccorso (Feltrinelli)
- 2018: Premio " Tutino giornalista " per " Salvezza " Rizzo - Bonaccorso (Feltrinelli)
- 2018: Premio " Andrea Pazienza " Festival del fumetto "Le strade del paesaggio ", come " Miglior disegnatore " con " Sinai - La terra illuminata dalla Luna".
- 2019: To the stars (Verso le stelle) miglior corto di Animazione al Phlegraean Film Festival.
- 2019: To the stars (Verso le stelle) miglior corto Internazionale al Celtic Animation Film Festival.
- 2019: To the stars (Verso le stelle) menzione speciale allo stile grafico al CortiSonanti Short Film Festival.
- 2019: To the stars (Verso le stelle) menzione al Festival dei Corti di Dosolo.
- 2020: To the stars (Verso le stelle) secondo premio al Festival dei diritti di Orvieto.
- 2021: "Premio Stromboli" per la sezione graphic novel.
- 2022: “Premio Internazionale Colapesce”.
- 2023: “Premio Antonello da Messina”.
- 2023: “Premio Torre del Baly”, Borgo Pantano, Messina.
- 2024: “Premio Adolfo Celi”, Messina.
- 2024: “Targa casa della musica e delle arti”, Villa Uccello, Messina.
- 2024: “Premio Kiwanis”, Messina.
- 2024: “Premio Sikelos”, Messina.